# Karla Bacigalupo
Karla Gabriela Bacigalupo Ancieta (Lima, 26 de diciembre de 1991) es una modelo, actriz, productora y reina de belleza peruana, coronada como Miss Perú 2025. Representará al Perú en el certamen internacional Miss Universo 2025

## Biografía
Karla Gabriela Bacigalupo Ancieta nació en Lima, Perú, el 26 de diciembre de 1991. Desde muy joven mostró interés tanto por el arte como en el servicio social. Cursó sus estudios universitarios en la Universidad de Lima, donde se graduó en la carrera de Administración y Dirección de Empresas.
Posteriormente, se trasladó a Los Ángeles, California, donde continuó su formación en actuación y producción cinematográfica en la Universidad de California en Los Ángeles. Durante su estadía en Estados Unidos, comenzó abrirse paso en la industria del entretenimiento.

## Carrera profesional
Antes de dedicarse al mundo artístico, Bacigalupo trabajó en el sector privado en el área de Administración y Ventas en empresas peruanas. Sin embargo, su pasión por el arte la llevo a iniciar una carrera como actriz en los Estados Unidos. Ha participado en varios cortometrajes y producciones independientes como You can only blink once, Proof, Overflow y Studio 205, donde destacó por su versatilidad y compromiso interpretativo.
En el año 2025, protagoniza el cortometraje Babyshower al lado de Anahí de Cárdenas, interpretando al papel de Olivia, quién tendría una conversación con su amiga Camila en un baño público.
También se ha desempeñado como productora en algunos de estos proyectos, consolidando su presencia en la industria del cine independiente. Paralelamente, ha colaborado con organizaciones sin ánimo de lucro como la ONG 100 Niños de Jesús, enfocada en brindar educación y alimentación a niños en situación de vulnerabilidad en Perú.

## Miss Perú 2025 y Miss Universo 2025
Karla Bacigalupo fue coronada Miss Perú 2025, el 15 de junio de 2025, en una ceremonia celebrada en sitio Arqueológico del Qorikancha, en Cusco. Su coronación genero amplia repercusión mediática debido a su edad y a que residía en el extranjero. Como Miss Perú, Bacigalupo representará al País en la edición 74 del Miss Universo, programada para el 21 de noviembre de 2025 en Impact Arena, Tailandia.